# Eugenio Montejo

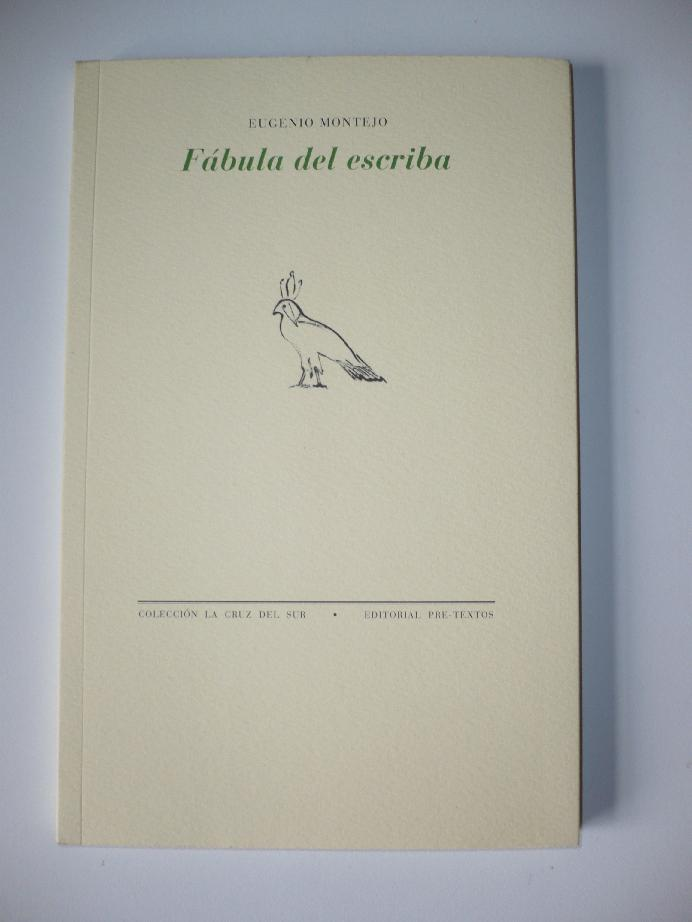
Capa da coleção de poemas Fábula del Escriba.

Eugenio Montejo (Caracas, 1938 - Valência, 5 de junho de 2008) foi um poeta venezuelano, fundador da revista literária Azar e co-fundador da Revista Poesía, publicada pela Universidad de Carabobo. Ele foi investigador do Centro de Estudos Latino-Americana "Romulo Gallegos", em Caracas, e colaborador de uma grande quantidade de revistas nacionais e internacionais. Montejo recebeu em 1998 o Prêmio Nacional de Literatura e, em 2004, o Prémio Internacional de Poesia Octavio Paz e Composição. Um de seus poemas é citado no filme 21 gramas do diretor mexicano, Alejandro González Iñárritu.
Foi Adido Cultural na Embaixada de Venezuela, Venezuela em Portugal durante vários anos. Vários de seus poemas são cerca de Portugal.

## Obras

### Antologia
- Alfabeto del Mundo (1988)

### Ensaios
- La Ventana Oblícua
- El Taller Blanco

### Ficção linguística
- El Cuaderno de Blas Coll